# ブラク
ブラク（アラビア語: براك）はリビアの都市である。ワジ・アル・シャーティー県の県都である。ブラークとも表記される。

## 地理
フェザーン地域に位置する。

## 交通

### 空港
- ブラーク空港（英語版）